# Wyrównanie głośności
Wyrównanie głośności lub objaw wyrównania głośności zwany inaczej efektem wyrównania głośności (ang. loudness recruitment) – jest to zjawisko fizjologiczne występujące w przypadku uszkodzenia słuchu, związane z szybszym przyrostem odczuwanej głośności wraz ze wzrostem natężenia bodźca akustycznego, niż w uchu prawidłowo słyszącym. Termin wyrównanie głośności został wprowadzony przez Edmunda Fowlera w 1937 roku. 
Jest zjawiskiem charakterystycznym dla ślimakowej lokalizacji uszkodzeń słuchu, zwłaszcza w przypadku uszkodzenia komórek słuchowych zewnętrznych. Osoba z dodatnim objawem wyrównania głośności słabo słyszy dźwięki ciche, głośne natomiast odczuwa tak samo jak osoba prawidłowo słysząca. Następuje zawężenie zakresu komfortowego słyszenia na skutek podwyższenia progu słyszenia i obniżenia progu dyskomfortu, co objawia się nieprzyjemnym odbiorem głośnych dźwięków. 
Występowanie objawu wyrównania głośności można zdiagnozować na podstawie próby Folwera, testu SISI, objawu Metza, próby Lüschera-Zwisłockiego.